# Chevrolet HHR
Chevrolet HHR (Heritage High Roof) ― ретро-стильний,  п'ятидверний, п'ятимісний універсал, розроблений Брайаном Несбіттом та представлений американським автовиробником Chevrolet на Автосалоні в Лос-Анджелесі 2005 року як модель 2006 року.

## Опис

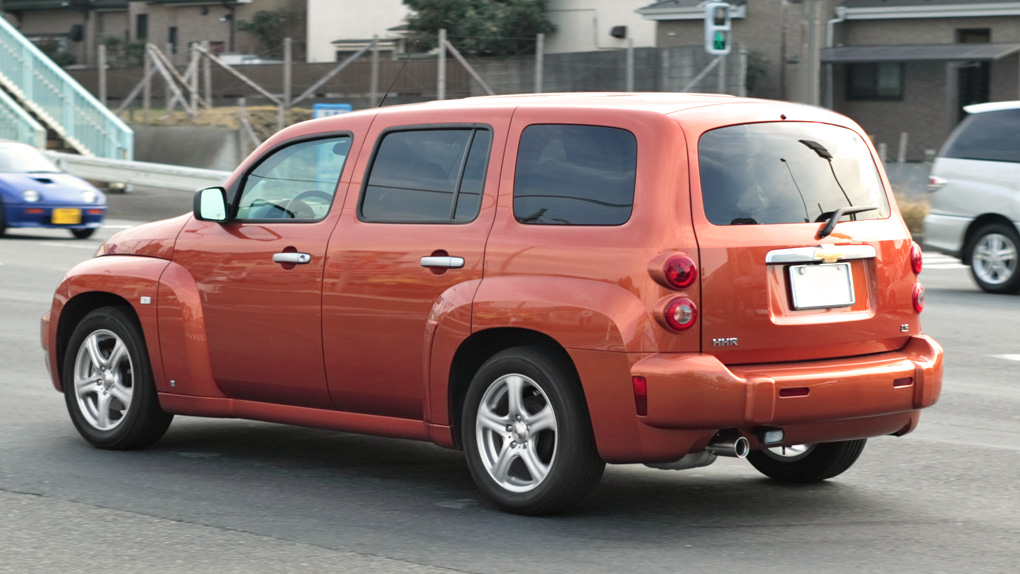

HHR поділяє платформу GM Delta з Chevrolet Cobalt, Pontiac G5 та Saturn Ion. У Мексиці його продавали разом із попередником, компактним мінівеном Chevrolet Zafira, що базується на Opel.
На початку 2007 року Chevrolet випустив на продаж фургон HHR. Зібраний у Рамос Аріспе, Мексика та проданий по всій Північній Америці, виробництво HHR закінчилось у травні 2011 року

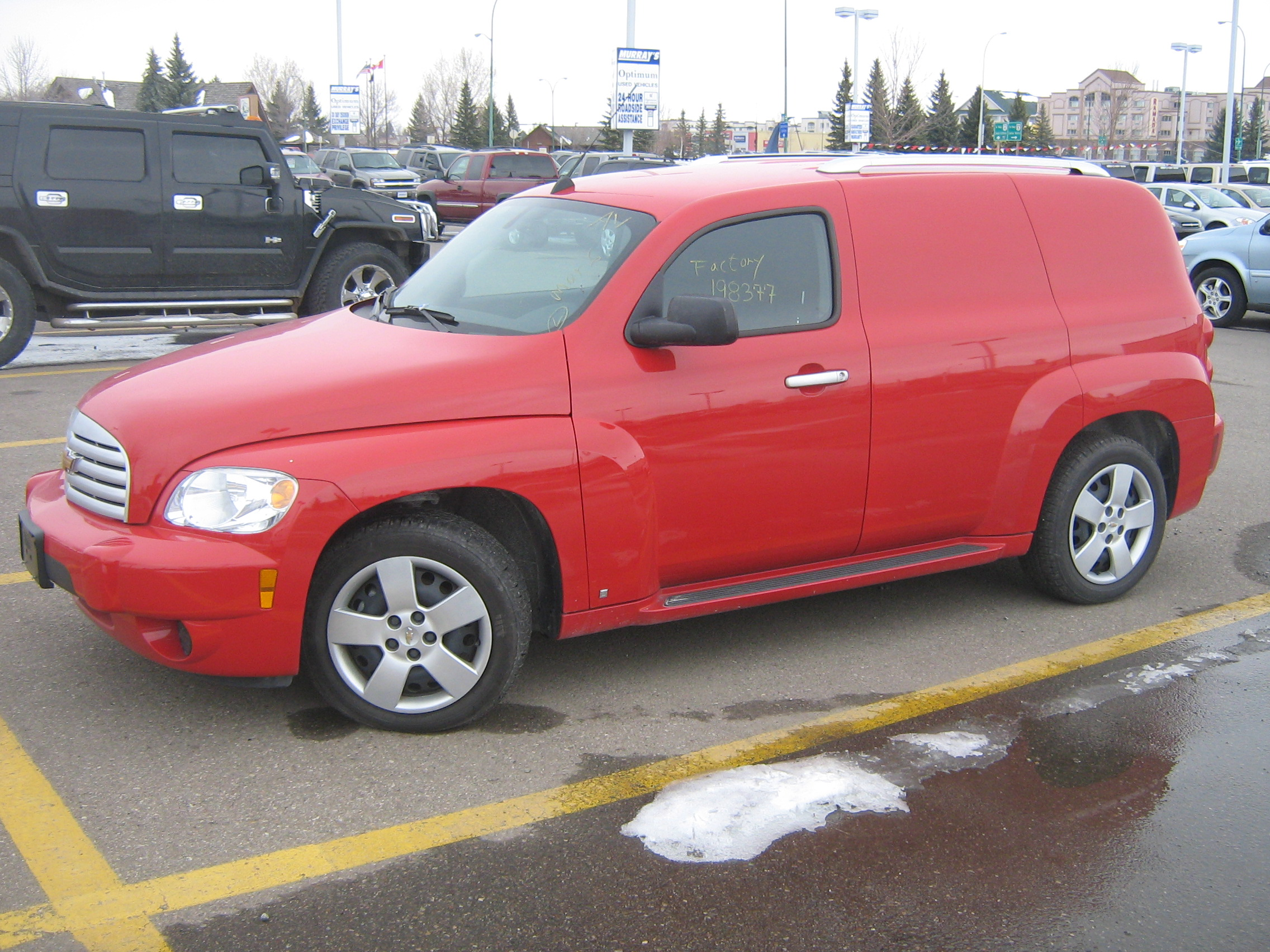
Chevrolet HHR Panel Van

## Двигуни
- 2.2 L Ecotec L61 I4 143-149 к.с.
- 2.4 L Ecotec LE5 I4 170-174 к.с.
- 2.0 L I4 turbo Ecotec LNF 260 к.с.

## Продажі
| Рік    | США     |
| ------ | ------- |
| 2005   | 41,011  |
| 2006   | 101,298 |
| 2007   | 105,175 |
| 2008   | 96,053  |
| 2009   | 70,842  |
| 2010   | 75,401  |
| 2011   | 37,012  |
| 2012   | 21      |
| Всього | 526,813 |